# 크리스티나 하이니히
크리스티나 하이니히(독일어: Christina Heinich, 1949년 7월 8일 ~ )는 200m에서 전문적이던 은퇴한 전 동독의 단거리달리기 선수이다.
라이프치히에서 태어난 하이니히는 1972년 뮌헨 올림픽에 나가 200m에서 5위를 하고, 400m 릴레이에서 동료 선수 에벨린 카우퍼, 베르벨 슈트루페르트, 레나테 슈테허와 함께 은메달을 획득하였다.
그녀는 3개의 유럽 선수권에 참가하였다. 1966년에 릴레이 5위를 하고, 1971년에는 200m 8위를 하였다. 1974년에는 베르벨 에케르트, 도리스 말레츠키와 슈테허와 함께 릴레이 우승을 거두었다.
자신의 활동 경력 동안에 하이니히는 카를하인츠 발처 코치 아래에서 카린 발처와 레기나 회퍼 같은 동료 선수들과 더불어 SC 라이프치히 클럽을 위하여 나갔다. 그녀는 사이클리스트 미하엘 시프너와 결혼하였다.